# Antonello Colledanchise
Antonello Colledanchise és un cantant alguerès. Dirigent Escolàstic al Liceu Científic "Fermi" de l'Alguer, s'ocupa de Psicologia i Pedagogia didàctica. Començà a escriure poesia i cançons en català en el 1972, amb la seva primera cançó "Alabama (1972)".

## L'obra poètica[calcitació]
Des del 1983 participà en alguns enregistraments col·lectius: en el MC Sonant i cantant publica "La munyica" i "Ninna Nanna".
En el 1986 va publicar, juntament amb el també cantant Franco Cano, algunes MC amb el títol Poesies per cantar, que apleguen temes escrits i compostos per ell ("Salvem l'Alguer", "Peix de terra", "Blanca flor de Sardenya", "Poesia dels ulls"…) i de Cano ("Lo maco del país", "Hòmens", "Amors"…).
En el 1994 va publicar “Cançons de L'alguer” (MC) una antologia de cants populars per les escoles, per afavorir l'aprenentatge de la llengua algueresa per mitjà de la cançó.
En el 1999 publica el CD “Si parlem d'Amor” de la coral “Panta Rei”, amb a 16 cançons, noves i antigues.
En 2000 el CD “Andiras” de Paolo Zicconi presenta “Cançó d'hivern”, una seva cançó amb la música d'Enrico Riccardi.
En el mateix any la cantant Franca Masu presenta el seu primer CD, “El meu viatge”, amb tres cançons de Antonello Colledanchise.
En el 2001 el grup musical sassarès HumaniorA presenta el CD «Poesias», un CD de cançons que constitueixen un camí cultural en les variants lingüístiques de Sardenya. Per la variant algueresa van triar la seva cançó «Debaixa la tarda».
En el 2002 publica a Barcelona el CD “Cançons alguereses”, un àlbum amb 18 cançons, quasi totes tradicionals antigues, destinat als alumnes de les escoles.
En el març 2003, amb el Grup Penta Rei participa en una gira al Brasil.
En el 2008 publica el CD “Tot se’n vola”, 15 cançons interpretades pel grup Panta Rei.

## Premis de música i poesia
En el 1973 al Festival de la cançó algueresa" guanya el 2n premi amb la cançó "Ninna Nanna".
En el 1974 als "Jocs Florals" guanya el diploma al mèrit per la composició "Li havien dit", una cançó contra la guerra.
En el 1978, al “Festival de la cançó algueresa” guanya el Premi del jurat pel millor text, amb la cançó «La llibertat».
En el 1980 guanya el primer Premi de Poesia “Città di Ozieri” amb la poesia «Lo corral de vidre», després gravada per Franca Masu en el seu primer CD "El meu viatge".
En el 1984 guanya el 1r “Premio Internazionale di Poesia” Luciano Mastino, amb la poesia «La pau sempre amagada». Lo Premi era organitzat d'un grup d'intel·lectuals i literats sards (com el Prof. Nicola Tanda, P. Tola, Giovanni Lilliu i altres).
En el 1986 al “Festival de la cançó algueresa” guanya el 1r Premi del jurat d'experts per la cançó "Salvem L'Alguer", que guanyà també el Premi de la critica pel millor text.
En el 1990 guanya el 1r Premi de Poesia “Rafael Sari” amb «Lo plor de la mare» (musicada per Pino Piras en el 1984).
En el 1990 guanya també el 1r Premi al “Festival de la cançó algueresa” amb «És ja arribat l'hivern», també aqueixa després gravada per la cantant Franca Masu.
En el 1996 guanya el 1r Premi de Poesia “Sarcidano” amb «Perqué?».
En el 2002 guanya el 1r Premi "Faber" - intitulat al cantautor italià Fabrizio De Andrè- amb la cançó «Sem com a ondes de mar».

## Col·laboracions[calcitació]
Ha col·laborat amb la cantant Franca Masu (tres cançons: 1. És ja arribat l'hivern, 2. Lo corral de vidre, 3. Les ondes de la mar, són en el primer CD "El meu viatge"), amb arranjaments de Mark Harris i Enzo Favata, amb Paolo Zicconi ("Canço' d'hinvern", musicada per Enrico Riccardi), amb el grup de Sàsser HumaniorA. Al fi ha col·laborat amb el cantautor Pino Piras: en el 1974 escriuen junts "La vera mare" (lletra de Pino Piras, música d'Antonello Colledanchise; en el 1984 "Lo plor de la mare" (lletra d'Antonello Colledanchise, música de Pino Piras); també d'ells és "Pregadoria a Sant Miquel" (lletra d'Antonello Colledanchise, música de Pino Piras); 
S'han interessat a ell diverses cadenes televisives locals i nacionals, com ara Raiuno, Raidue, Rai-tre, TV-tres, Canale-5 i altres.